# Linktree
Linktree és una pàgina d'aterratge freemium de xarxes socials desenvolupada per Alex Zaccaria, Anthony Zaccaria i Nick Humphreys, amb seu a les ciutats australianes de Melbourne i Sydney. Fundada el 2016, serveix com a pàgina d'aterratge per a tots els enllaços relacionats d'una persona o d'una empresa a les xarxes socials que poques vegades permeten enllaçar diversos llocs.

## Història
El desembre de 2018, el nombre d'usuaris va arribar a 1 milió, i 3 milions a finals de 2019. L'octubre de 2020, Linktree comptava amb més de 8 milions d'usuaris. El març de 2021, el nombre d'usuaris va arribar als 16 milions, amb un augment del 300% respecte de l'any anterior. L'agost de 2021, Linktree va anunciar l'adquisició del proveïdor d'enllaços intel·ligents Odesli per convertir-se en una one-stop-shop («finestra única») per als músics que busquen monetitzar el seu art.
Linktree és un servei freemium: és gratuït tot i que també ofereix una subscripció «pro» presentada l'abril de 2017 que ofereix avantatges com ara més opcions de personalització, anàlisis més detallades, integració de registre de correu electrònic, eliminació del logotip de Linktree, etc. Els usuaris poden pujar tants enllaços com vulguin tot i no estar subscrits. Pro analytics permet als usuaris veure la seua proporció de clics. Ambdues ofertes permeten als usuaris crear una pàgina personalitzada i personalitzable que allotja tots els enllaços de xarxes socials i llocs web oficials. En el mar de les protestes per la mort de George Floyd, Linktree va permetre als usuaris adoptar una icona de «suport contra el racisme».